# 水筒
水筒（すいとう、英: water bottleやwater bag）は、水などの飲料を携帯するための携行用の飲料用容器。
なお基本的には、携行できないような巨大な据置型の容器、酒専用の瓶の類、蓋のできない容器などは水筒とは呼ばない。

## 概説
水筒はあくまで「携行用の液体容器」という意味なので、水「筒」と言っても、実際にはシルクロードの隊商が使っていたような水袋の説明も併せてすることは多い。
また「"水" 筒」と言っても、水だけでなく、さまざまな飲料を入れる場合があり、特にヨーロッパでは酒類を持ち歩いている人はかなりいる。
英語圏では水の携行容器をWater bottle（水-瓶）やWaterskin（水-革）といった表現で呼ぶのに対し、日本では「水-筒」と呼ぶのは、竹筒を用いるのが一般的であったからだと言われている。
昨今では健康上の観点から、多量の糖分が含まれているスポーツドリンクや食品添加物の入ったお茶などのペットボトル飲料を避け、水筒に自前の水やお茶を入れて持ち歩く人も増えてきている。また、外出先で安易に飲み物を買ってペットボトルや缶などの資源を消費するのではなく、昔のように自分の水筒（マイボトル）に飲み物を詰めて持っていくことの意義が再認識されつつある。
- 樹脂製の水筒
- 魔法瓶（左）と、分解された魔法瓶（右）
- ステンレス製水筒（英: Vacuum bottle）
- UVライトが内蔵された、殺菌機能付きの水筒

断熱型の水筒の保温のメカニズムは、エントロピーの増大則に逆らって外の外気の温度と内側の液体の温度差を保つことにある。保温と保冷を比較した場合、外気との温度差の大きい高温の液体を保温することは、保冷よりより敷居が高くなる。したがって、外界の気温との差が大きい状態で液体を長時間高温状態に保つことが要求される登山向け製品の場合、簡易なワンタッチ式の中栓を採用せずに、利便性を犠牲にしてもあえて断熱性の高い古典的なスクリュータイプの栓を採用している場合がある。

## 歴史
人類は、昔は身の回りにある素材、植物性素材や動物性素材で水筒を作った。世界各地でそれぞれ、液体を携行するための数々の工夫が行われていた。
ペルシアでは、おそらく5千年ほど前から、羊やヤギや子牛などの革で作った袋が使われた。中東のさまざまな言語でそれぞれの呼び方があるが、たとえばペルシア語では「 خیک  カーク（カック）」と呼ばれる（ペルシア語版の記事　fa:خیک　も参照可能）。（なお古代アッシリアの壁画には、そのような袋を、水袋としてだけでなく、中に空気をためておいて泳ぐ際の浮袋としても使っている図が残されている。）　中東では、こうした水袋の利用が広まった。普通の革（表皮）で作った袋では毛穴や縫い目から水がしみ出るので、耐水性を持たせやすく、もともと袋の形状をした胃袋や膀胱を利用して袋を作ることは多く、さらにそうした素材で「内袋」を作っておいて、その外側に毛皮の袋を縫って「外袋」を作り、二重構造の丈夫な水筒を製作することもあった。なおこの「水袋」で携行した液体は水に限らず、酒類や油類など、水以外の液体もこの袋で携行した。羊の胃袋で作った水筒に水ではなく乳を入れて運んだところ、中の乳が凝固してチーズが偶然生まれたという説はよく知られている。
- イスラエルの遺跡で出土した、紀元前1世紀-紀元前2世紀ころの革製の水筒
- スペインでbotaと呼ばれる、伝統的な革製の水筒。主にワインを入れて持ち歩き、たっぷり飲む。「直飲み」はしない。先端がとがっていて、液体の出口の穴が小さく作ってあり、口の数センチほど上に掲げて、袋に手で圧力をかけて、ワインの細い流れを口にめがけて「飛ばす」。こういう使い方をするので、ノズル部分がいつも清潔に保たれる。

たとえば、植物性の素材で作った水筒としては、アジアでは竹筒の水筒（竹の適度な長さに切り節（ふし）を利用して水密容器として使い、小さな穴をあけ、小さな栓をつけたもの）やヒョウタン（瓢箪）の水筒（ひょうたんの上端を切り、水にひたして何日も放置し中身を腐らせてから、中身を棒状のもので取り出して容器にしたもの）に木製の栓をつけたもの）があった。（アフリカ原産とされるヒョウタン類が栽培植物として世界各地に広まったのは、食用としてよりもヒョウタンの耐水容器としての有用性が高かったからである。）
木製の水筒（小樽類）- 木材の接合部を蜜蝋や膠で密閉したり、漆や柿渋などの塗装によって水漏れを防いだ。
紙製の漆塗り - 漆を塗布することで耐水性を持たせた漆器製の水筒。
他
中国などでは陶磁器の水筒というものもあった。

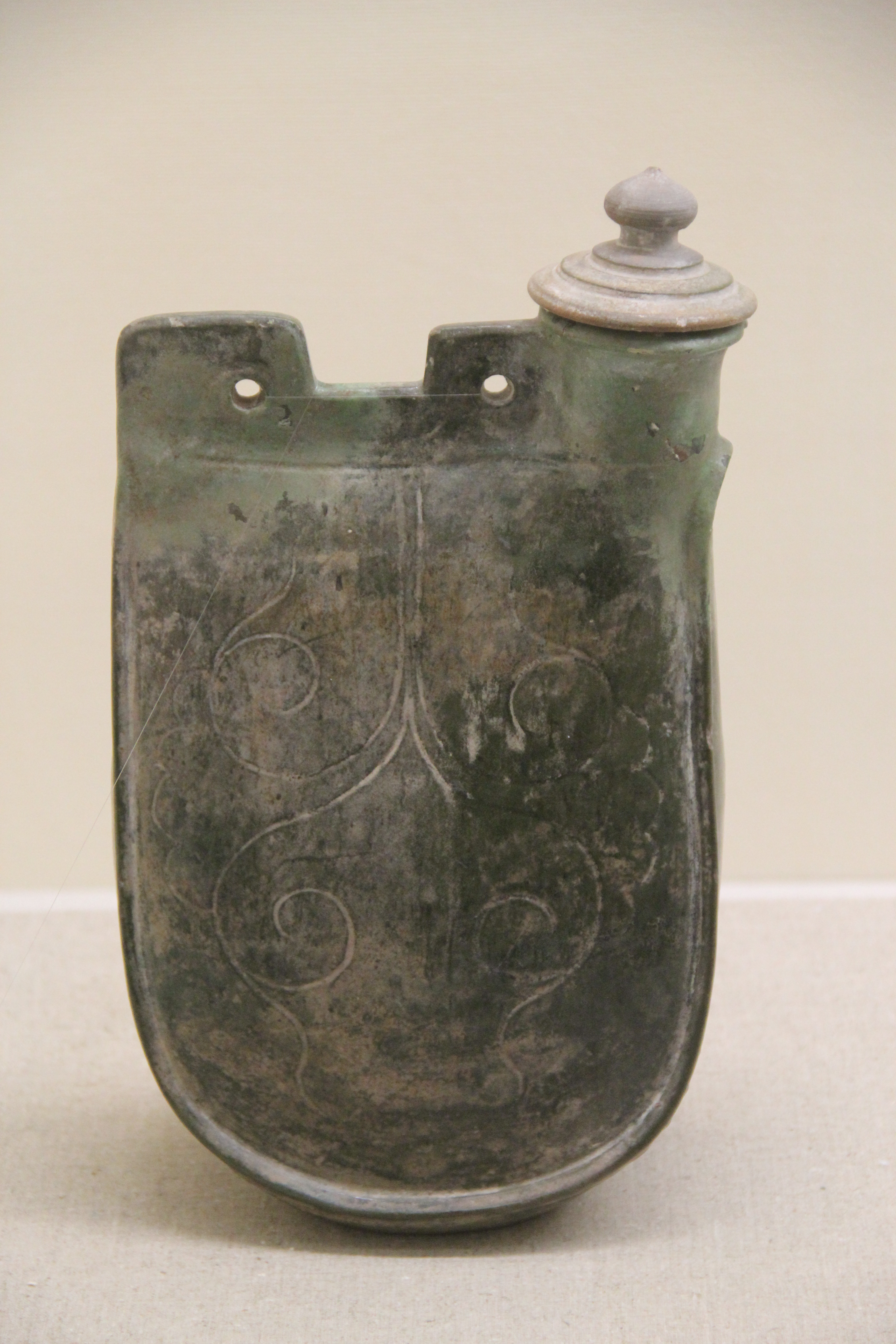
モンゴルの陶器製の水筒。
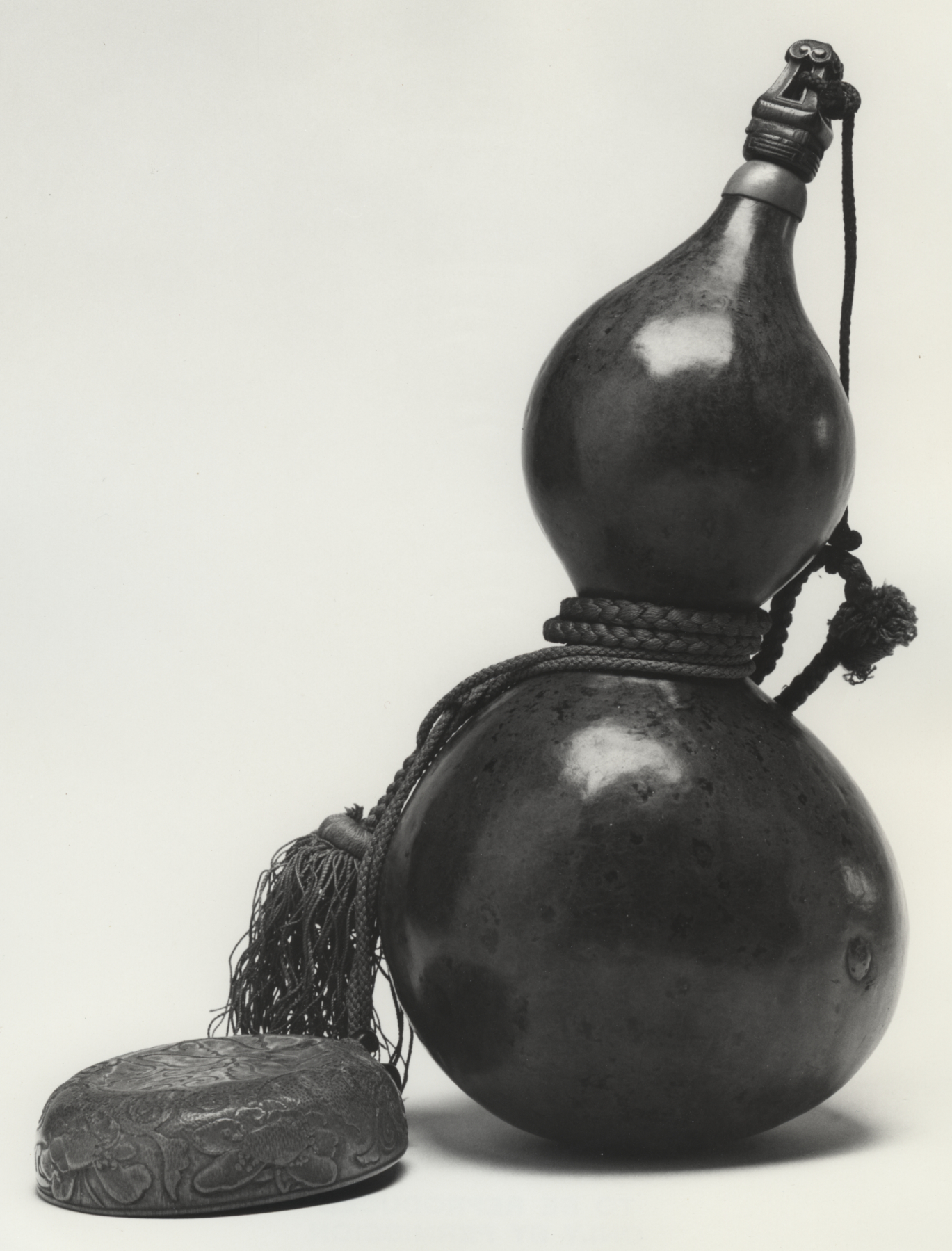
中国製の瓢箪の水筒。酒を入れて持ち歩いた。「おちょこ」とセット。18世紀-19世紀のもの。

### 軍用水筒
各国の軍隊で様々なスタイルの水筒が採用されてきた歴史がある。
近・現代の軍用水筒は金属製が一般的である。金属製水筒は頑丈であることに加え、緊急時には直接火にかけてお湯を沸かすことも可能で「サバイバル」装備としても適しており、中の水や茶を煮沸消毒もできるということになる。ブリキ製、後にはアルミニウム製の水筒が主流となり、キャンバスのカバーで覆われた金属製の水筒を肩や腰から下げるスタイルは、ごく一般的な兵士の装備であった。液体を移して加熱できるキャンティーンカップが外装されているタイプもある。中にはお湯を沸かしやすいよう、水平に置いた時にやかんの形状になるように工夫された水筒や、専用カップと固形燃料用の燃焼台などがセットになった水筒などもある。
近年では軍用水筒も徐々にプラスチック製品へと移行しつつあるが、長年の実績と、火にかけられるというメリットを持つ金属製水筒もいまだ健在である。
- 1882年から1885年ころのイギリス軍の水筒
- 1898年ころのニュージーランドのイギリス軍の標準的な水筒
- 第一次世界大戦中のイギリス軍の水筒
- 第二次世界大戦中のイギリス軍の水筒
- 韓国軍の水筒
- 現代の樹脂製の軍用水筒

## 日本の水筒
日本では、江戸時代では竹筒やヒョウタンで作った水筒が使われていた。
大日本帝国軍の水筒

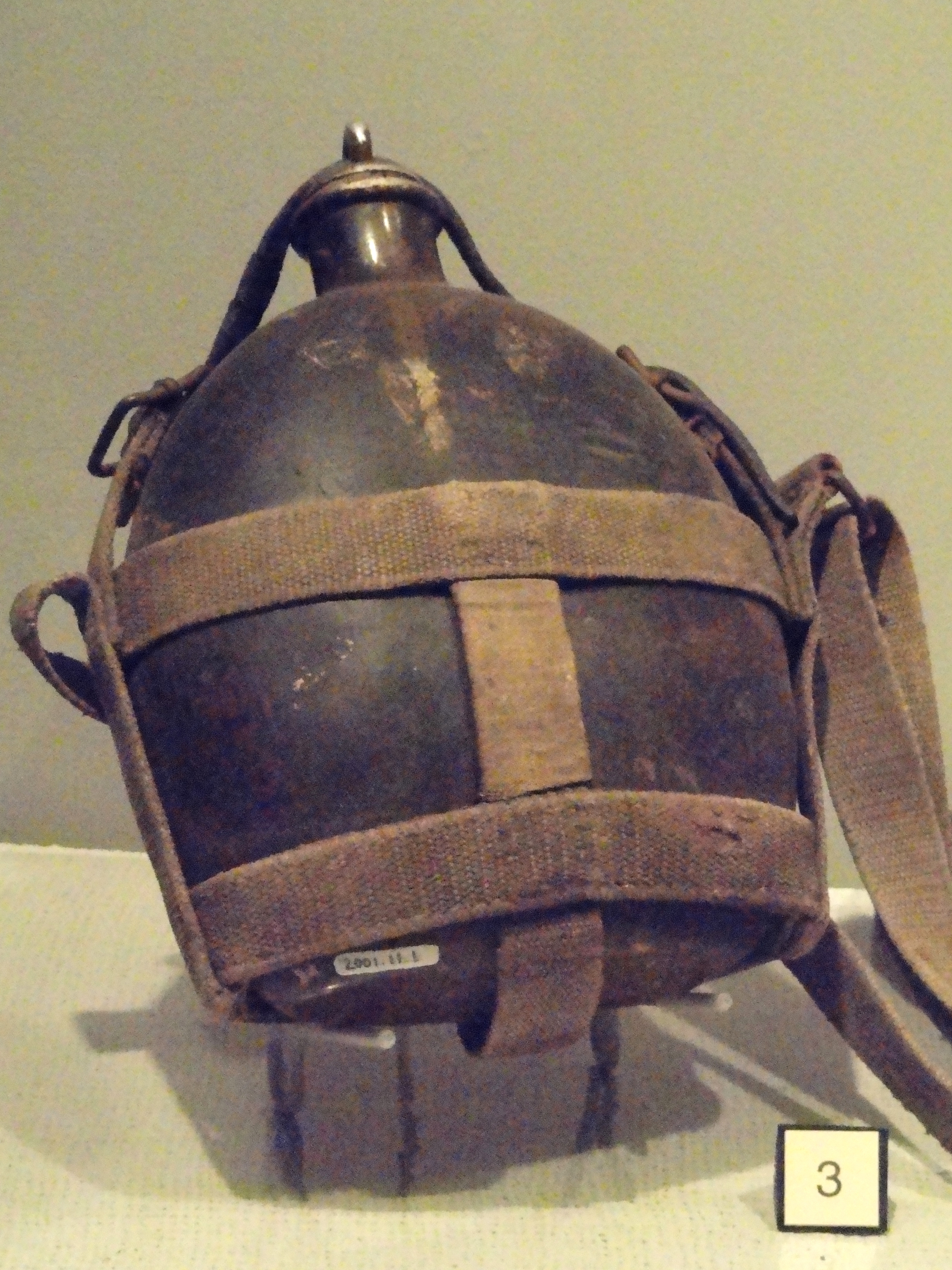
旧日本軍下士兵用の昭和5年式水筒

大日本帝国陸軍では、准士官以上用と下士兵用とがあった。前者は大正元年9月制定で、筒（アルミニウム。口金は白銅）、口栓（アルミニウム。下部はコルク）、水呑（白銀）、筒覆（茶褐色厚毛織）、紐などから成った。下士兵用は明治31年10月制定で、筒は茶褐塗アルミニウムで、コルク口栓、紐が付いた。携帯法は、騎兵の場合にはサーベルを振り回すときに干渉しないように右肩から左脇に掛け、その他はこの反対で左肩から右脇に掛け、同様に掛けた雑嚢の上に重ねた。実際には、雑嚢を右脇、水筒を左脇に掛けて携行する事例は多数にのぼった。昭和5年には容量を約二倍とした水筒が採用された。
太平洋戦争ころ（戦前・戦後直後）の日本では、軍用品やその派生商品を、普通の市民が日常的に水筒として利用することも一般的であった時代があった。
戦後、日本は比較的平和になってゆき、高度成長期にもなり、昭和30年代や40年代には保温・保冷機能を持つ魔法瓶タイプのもの（ガラス製の二重真空構造の内瓶で、カラフルな樹脂製または金属製の外装を組み合わせたもの）が広まり、遠足やピクニック・外出等によく用いられるようになった。
平成時代ころから、（昭和風の樹脂製の外装は廃れるようになり）銀色のオールステンレスの魔法瓶タイプが一般的になっていった。
現代の水筒

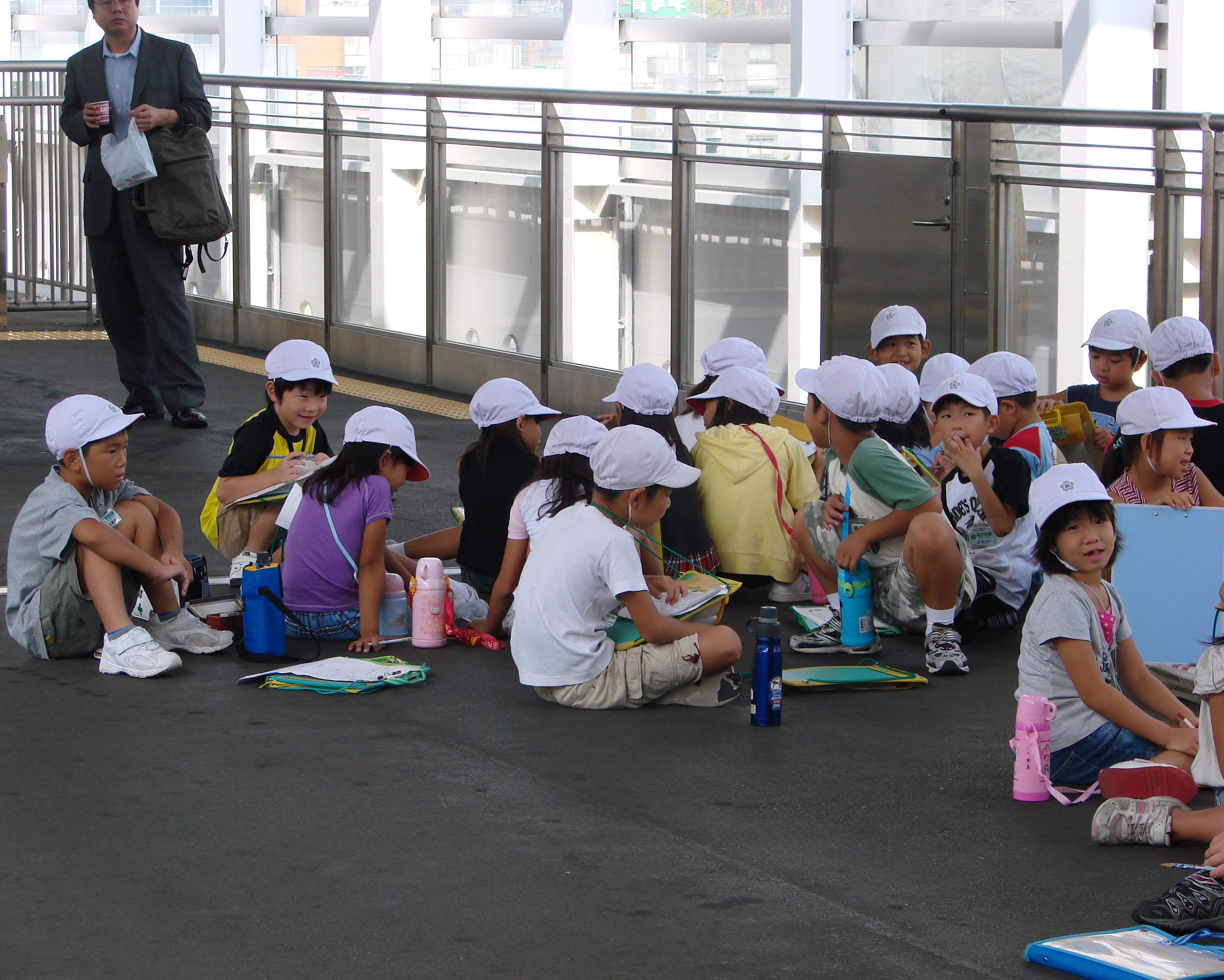
遠足

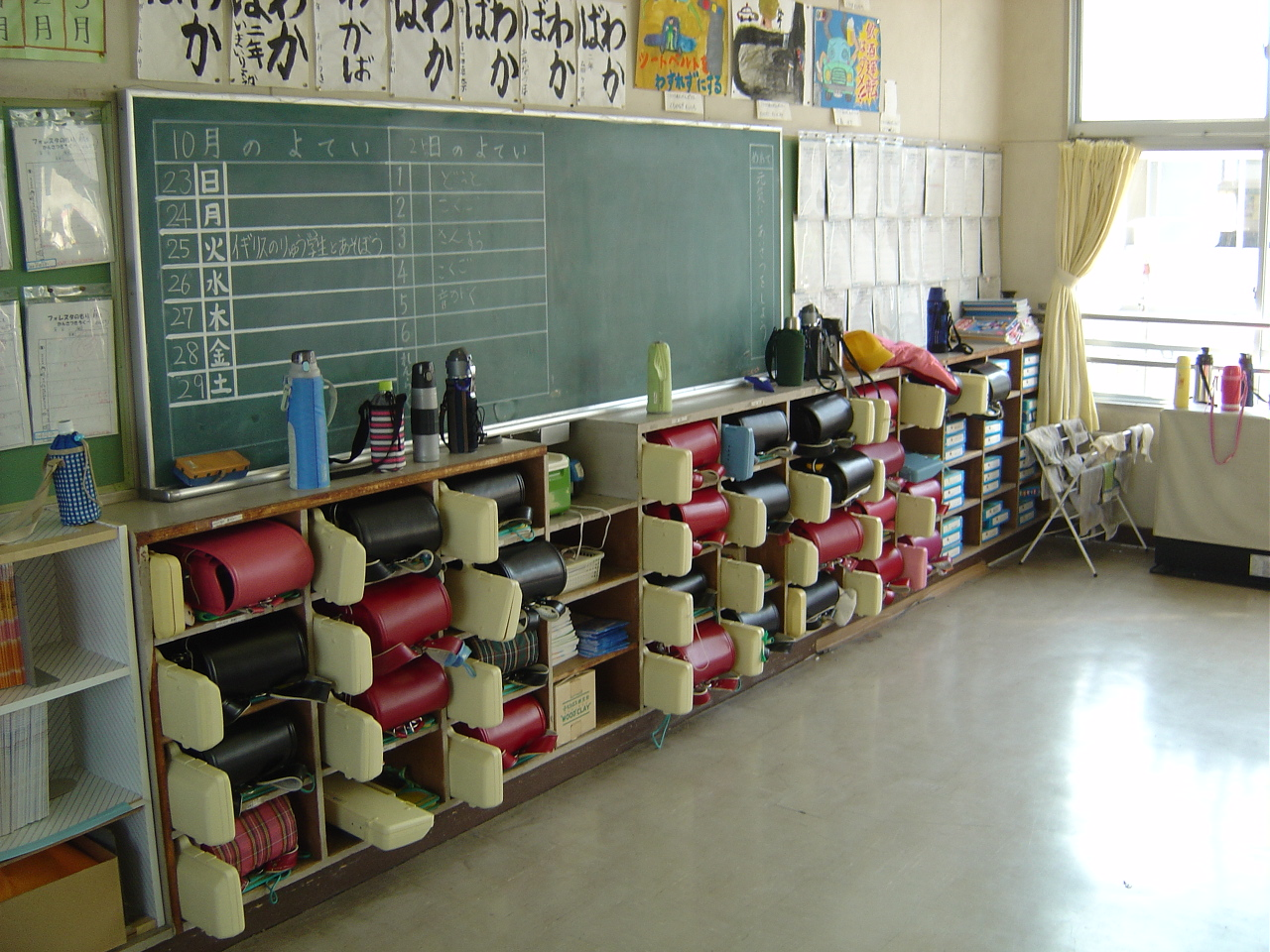
教室

現代の水筒の素材は多様化しているが、たとえば次のような素材で作られている。
- 合成樹脂
- ステンレス
- アルミニウム
- チタン

ペットボトルの影響
日本では自動販売機とコンビニエンスストアの販売網拡大に伴い、1990年代後半からペットボトル入りの飲料の販売が増えたことで、10代から30代の若者を中心に水筒は持たず出先でペットボトル飲料を購入して、その1日はそれを携行して済ませるという行動パターンが増え、専用の水筒が使用されることは減少している。ペットボトルを携帯する際には、別売の専用ストラップに吊り下げて携帯したり、ペットボトルカバーやタオルなどに包ませて保温性（保冷性）を高めて使用することがあり、ペットボトルを水筒の代わりとして利用する事を前提とした関連商品も多数開発・販売されている。
ペットボトルに似せた水筒の登場
また、逆にペットボトルに馴染んだ年齢層に向け、あえて外観をペットボトルと似せた「直飲みボトル」と呼ばれる魔法瓶タイプの水筒も販売されている。これは、従来の魔法瓶のように一旦カップなどに中身を移して飲むのではなく、普通の水筒やペットボトルのように直接口を付けて飲みやすいように作られていることから来た名称である。なお、ペットボトルを範とした直飲みタイプの魔法瓶水筒が「コールドドリンク専用」となっているのは、使用しているプラスチック部品の耐熱温度よりも、誤って熱い飲み物を直接のどに流し込んで口腔内を火傷する危険を避けるためである。このため、ホットドリンク兼用の直飲型魔法瓶水筒は、口にくわえるタイプの飲み口は付けずに縁から飲むマグカップタイプとしていることが普通である。なおペットボトルとサイズを共通化した水筒は、自動車用のドリンクホルダーなど、さまざまな小道具をペットボトルと水筒で統一化できるというメリットがある。

## 脱水症予防と水筒
近年では、医師などが、脱水症状や熱中症を避けるために、（たとえ本人には「渇き」の自覚がなくても）こまめに（つまり数十分から1時間強ごとに、1回あたりは少量づつ）水分補給をするべきだと指摘しており、飲料を携帯するための水筒の重要性が見直されるようになった。
学校の教育現場でも、生徒を脱水症のリスクから護るために、こまめに水分補給を配慮をするようになっていて、学校の水道で水を飲むことも、水筒を持参することも奨励するようになっている。
スポーツの現場
市民マラソンなどのスポーツイベントの場においては、片手に自前の水筒（スポーツボトルなどと呼ばれる）を持ちながら走っているランナーの姿を多く見ることができる。
ペットボトルを水筒として使う人も多い。なかにはストラップやカバーなどをとりつける人もいる。
かつては、学校での遠足やピクニック・外出などでは水筒をぶら下げながら使用する光景が一般的であったが、先述した通り主に
自転車のロードレースなどでは断続的に小まめな水分補給が必要になるため、自転車フレームにボトルケージを取り付けるためのねじ穴が予め開けられており、走行しながら開閉し飲みやすく工夫された複数の小さなボトルを携行する。
同様に長距離を走るサイクリング等でも利用されるが、公道において走行中の水分補給が片手運転になる場合は日本の法律に触れるため、信号等で停車中に素早く補給を済ませる為に利用される。
また、1990年代頃より登場した、プラティパスに代表されるフィルム状の柔軟な高性能プラスチックで作成された水筒は、かつての「水袋」や「ビニール袋」のイメージとは異次元の物であり、柔軟でありながら強度も高く、滅多なことではパンクしない。しかも高温にも強く、消毒などのために煮沸もできる。使用しない時には平らに潰したり折り畳んだりしてコンパクトに運ぶことができ、非常に軽量でもあるため、登山など装備の小型軽量化を重視するアウトドアスポーツでは瞬く間に主流となった。
さらに、これらの柔軟なプラスチックフィルムの大容量水筒を背中のバックパックの中に収め、口元まで伸びるドリンキング・チューブを装着することで重い水を運ぶ負荷を軽減させ、かつ動きながらでもチューブを口に咥えれば即座に水を飲めるというハイドレーションシステムへと進化しており、トレイルランニングのように長時間にわたって運動量の高いスポーツでは多く利用されている。

## 「直飲み」の危険性
もともと水筒というものは基本的には「直飲み」はせず、「おちょこ」状や"カップ" 状のものにうつしてから飲むことが一般的であった。平成期以降、若者の間でペットボトルの「直飲み」が一般化したことで、「あれも、これも直飲みで、翌日も飲む」習慣の若者が増え、それを水筒でまで行うようになり、食中毒を招く危ない状況が生まれている。
特にキャップの内部形状が複雑な魔法瓶型の水筒は、「直飲み」はしてはいけない。コップ部分（蓋部分）に移してから飲み、コップ部分は飲んだあとにしっかりと洗浄すべきである。昭和期までは、魔法瓶型の蓋（コップ）に移して飲む場合も、飲み終えたら、蓋のネジの部分をできるだけ洗ったものだった。ともかく、口の内部の細菌が、間接的や段階的であれ、魔法瓶の本体の内部にまで侵入しないように、細心の注意を払ったほうが良い。
甘いドリンクや麦茶（麦茶には殺菌力が無い）などの「直飲み」は、ペットボトルでも水筒でも、細菌にとっては増殖に適した培地のような環境にもなりうる。特に砂糖が入った甘いドリンクはまさに「培地」であり、10時間〜15時間ほどで数万倍に細菌が増える。
なお通常、緑茶（あくまで砂糖を入れないもの）はカテキンが殺菌力をもっているため、10時間〜15時間程度ならば細菌は増えず、全然問題にならない。実験によると、砂糖を入れない緑茶だけはカテキンの殺菌効果で、「室温で、2日目ですら大丈夫」と、数々の実験で明らかになっている。（ただし、東南アジアのように緑茶に砂糖を入れて飲む習慣の地域があり、そういう砂糖入りの緑茶では、カテキンの殺菌力よりも栄養素が原因で増す細菌の増殖力が勝り、菌が増殖してしまう。）
麦茶は殺菌力が無いので、「直飲み」だと半日もすると細菌が猛烈に増え、水筒（専用の水筒でも、ペットボトル内でも）腐りやすい。砂糖の入った甘いドリンク等は非常に危なく、10時間〜15時間ほどで細菌が数百万個から数千万個ほどに増殖する。
したがって水筒に純水以外を入れる場合、細菌の繁殖を防ぐために細菌が繁殖しにくい温度、つまり、もし冷温なら5度以下や10度以下程度（氷が残っていることを目安とする）で、高温ならアツアツの高温（60度以上が目安）で保温することが望ましい。つまり魔法瓶タイプで低温ならしっかりと低温に保ち、高温ならしっかりと高温に保つことが望ましい。